# خداع فونت

خداع فونت.

وهم فونت (بالألمانية: Wundt illusion) هو خداع بصري تم وصفه لأول مرة من قبل عالم النفس الألماني فيلهلم فونت في القرن التاسع عشر. يتكون من خطين أحمرين، ومتوازيين موضوعة على خلفية مخططة بشكل مائل، لكنهما قد يبدوان للبعض كما لو أنهما منحنيان إلى الداخل. ويتم الشوية بفعل الخطوط الملتوية في الخلفية كما هو الحال في خداع أربيسن. ينتج عن خداع فونت تأثير مماثل لخداع هيرينغ، ولكن بشكل مقلوب.